# Cassini (cratera marciana)
Se procura pela cratera lunar, veja Cassini (cratera lunar). Para outros artigos relacionados a Cassini, veja Cassini.
Cassini é uma cratera em Marte assim nomeada em honra ao astrônomo italiano Giovanni Cassini.
A cratera possui aproximadamente 415 km em diâmetro e pode ser encontrada a 327.9° longitude oeste e 23.8° latitude norte.  Ela se situa no quadrângulo de Arabia em Marte.

Uma pesquisa recente leva cientistas a acreditar que algumas crateras em Arabia podem ter abrigado lagos imensos. A crateras Cassini e Tikonravov estiveram provavelmente cheias de água, considerando que suas bordas foram rompidas pela água. Tanto canais de entrada quanto de saída tem sido observados em suas bordas. Cada um desses lagos teria contido mais água do que o lago Baikal na Terra, nosso maior lago de água fresca em volume.

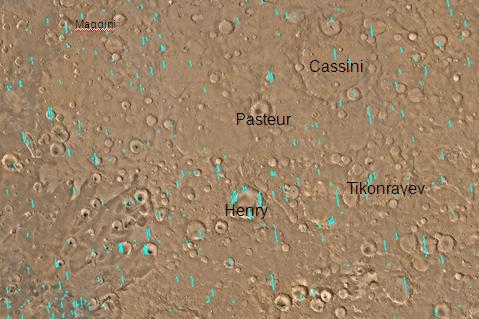
Mapa do quadrângulo de Arabia mostrando as principais crateras.  Cassini está no canto superior à direita.